# Vat Sisakhet
Le Vat Sisakhet (ou Wat Si Saket) est le plus vieux temple de Vientiane (Laos). Il fut édifié en 1818 sur l'ordre du roi Anouvong. Chaque année, le roi y recevait le serment de fidélité des fonctionnaires.
C'est la seule construction de Vientiane à avoir été épargnée par les Siamois lors du sac de la ville en 1827, probablement en raison du style typiquement thaï dont s'étaient inspiré ses bâtisseurs. En effet, le sanctuaire à nef unique s'élève au centre d'une cour entourée d'une galerie, disposition inspirée de l'architecture thaïe. L'activité religieuse s'y est poursuivie tout au long du XIXe siècle malgré la désertion de la ville.
Ce monastère comprend un ensemble de bâtiments bien conservés :
- le ho tai, bibliothèque où étaient déposés les manuscrits.
- les kouti, logements des religieux, bonzes et novices.
- les deux that ou stûpa, monuments funéraires ou commémoratifs.
- le cloître, abritant une riche collection de statues de Bouddha.
- le sim, sanctuaire dont les peintures murales sont les plus anciennes de Vientiane.

La pagode a un superbe plafond à caissons et des murs décorés de fresques polychromes représentants des scènes de la vie du Maître. Le grand bouddha assis est protégé par un génie de la Terre, ainsi que les deux bouddhas debout en bronze, personnifiant le roi.
Le sanctuaire est entouré d'un cloître percé de quatre portes à pignons. Celui-ci abrite de nombreux statues de bouddhas de style laotien (en terre cuite, bronze, bois), datant du XVe siècle au XIXe siècle. Un amas de statuettes endommagées et à moitié fondues lors de l'incendie de 1828 s'offre à la curiosité du public.
La bibliothèque, de style birman, contenait des manuscrits d'une valeur inestimable, détruits pendant le sac de la cité.

## Restauration
Le programme des travaux pour le 450e anniversaire de Vientiane, célébré en novembre 2010, comprend la restauration du Vat Sisakhet :
- toit (faîtage et tuiles)
- façades, escaliers, portes et fenêtres, dallage, statues extérieures, enceinte et ses quatre portes
- bibliothèque

Cette restauration s'accompagne de nouveaux aménagements : allées piétonnes, jardins paysagés, illuminations, réseau d'eau et toilettes.

## Galerie

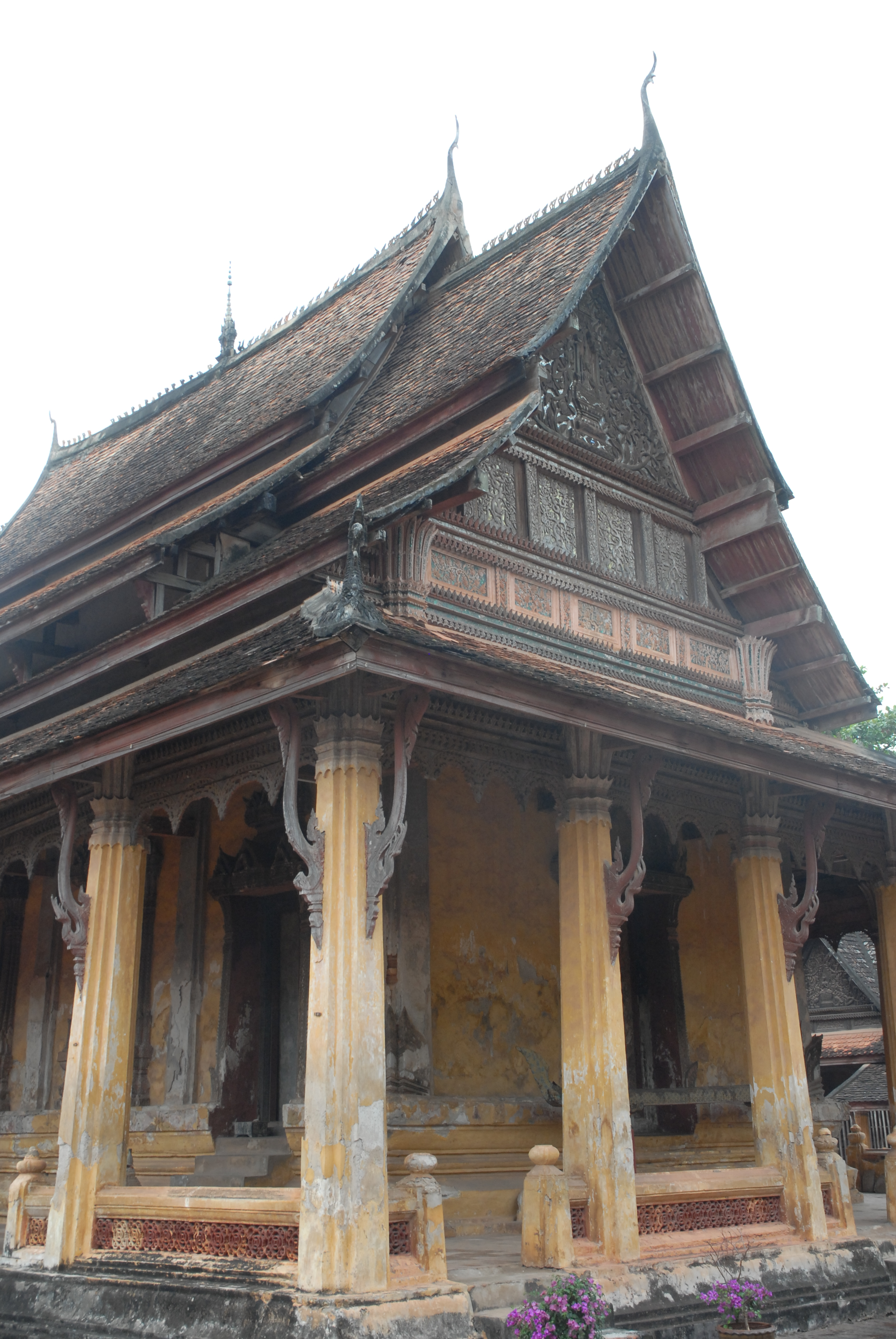
Façade du sanctuaire
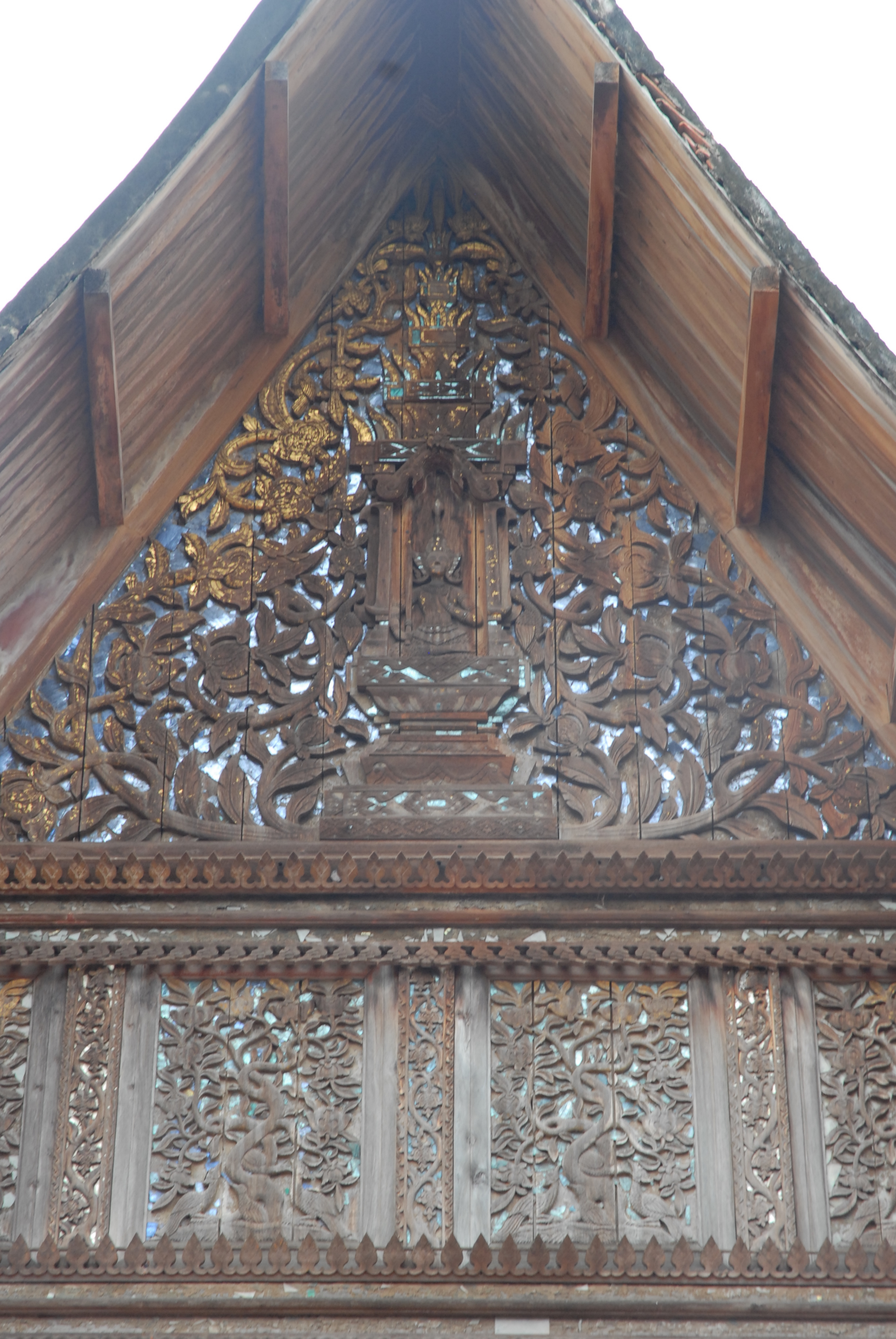
Fronton du sanctuaire
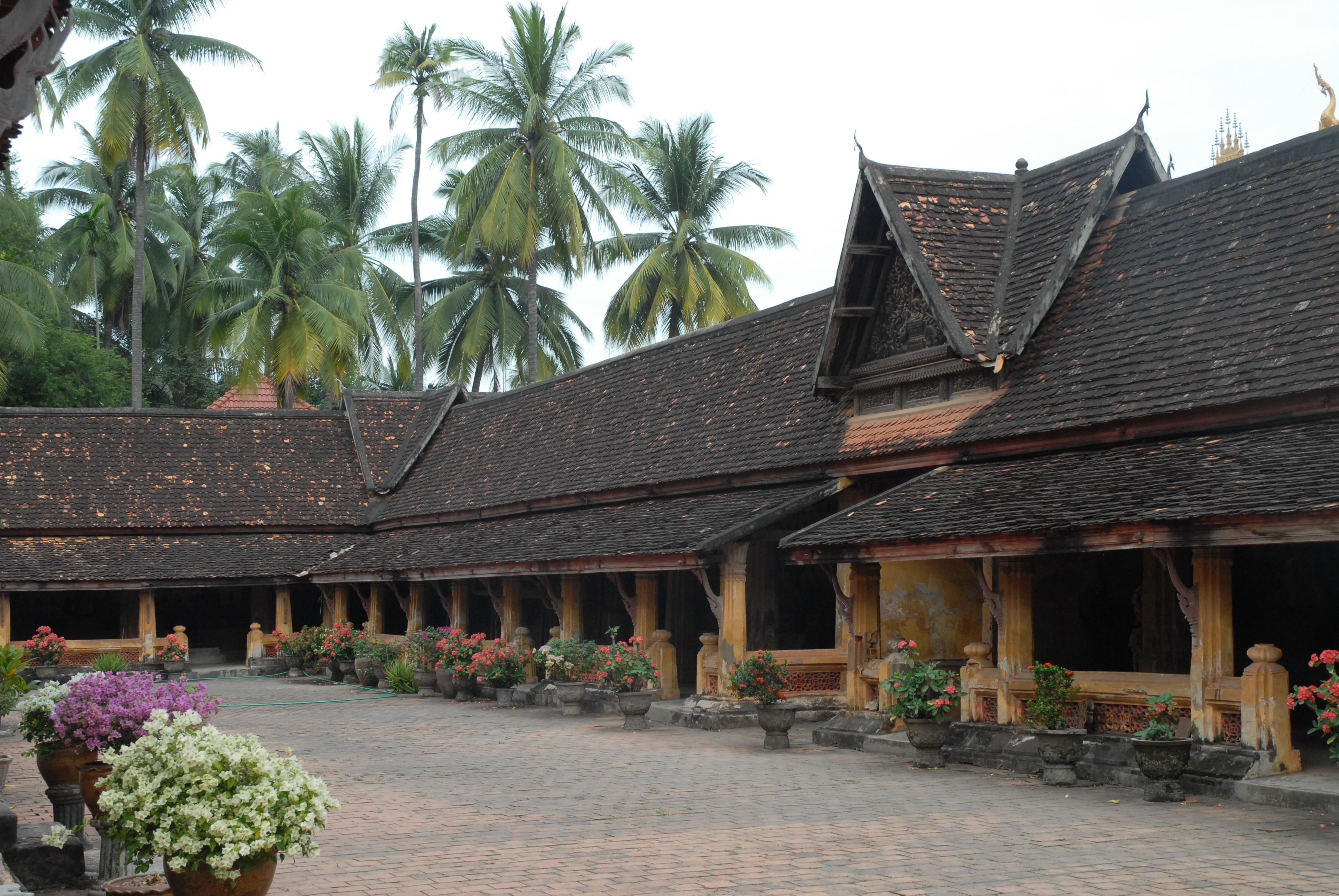
Galerie du cloître
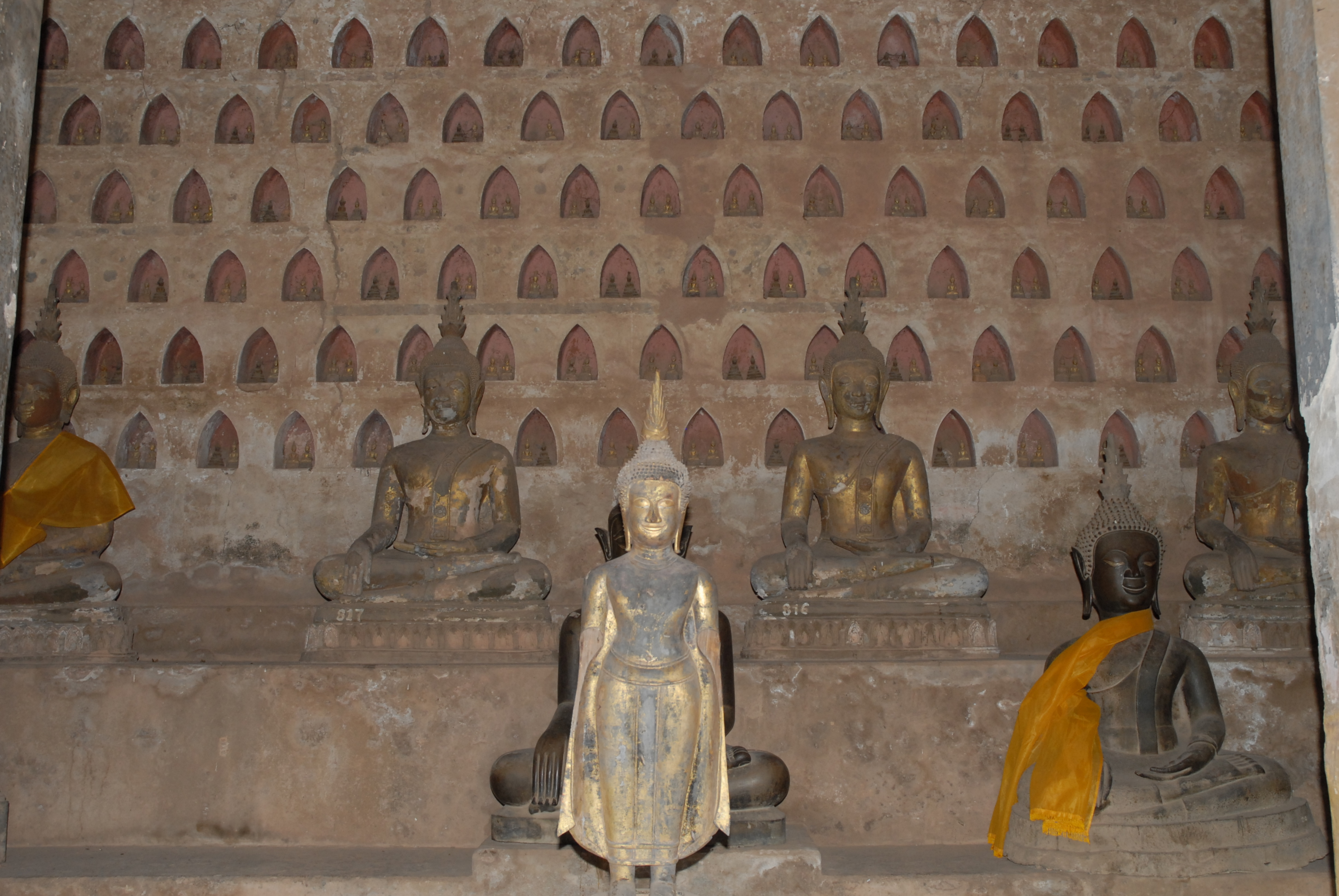
Bouddhas dans la galerie du cloître
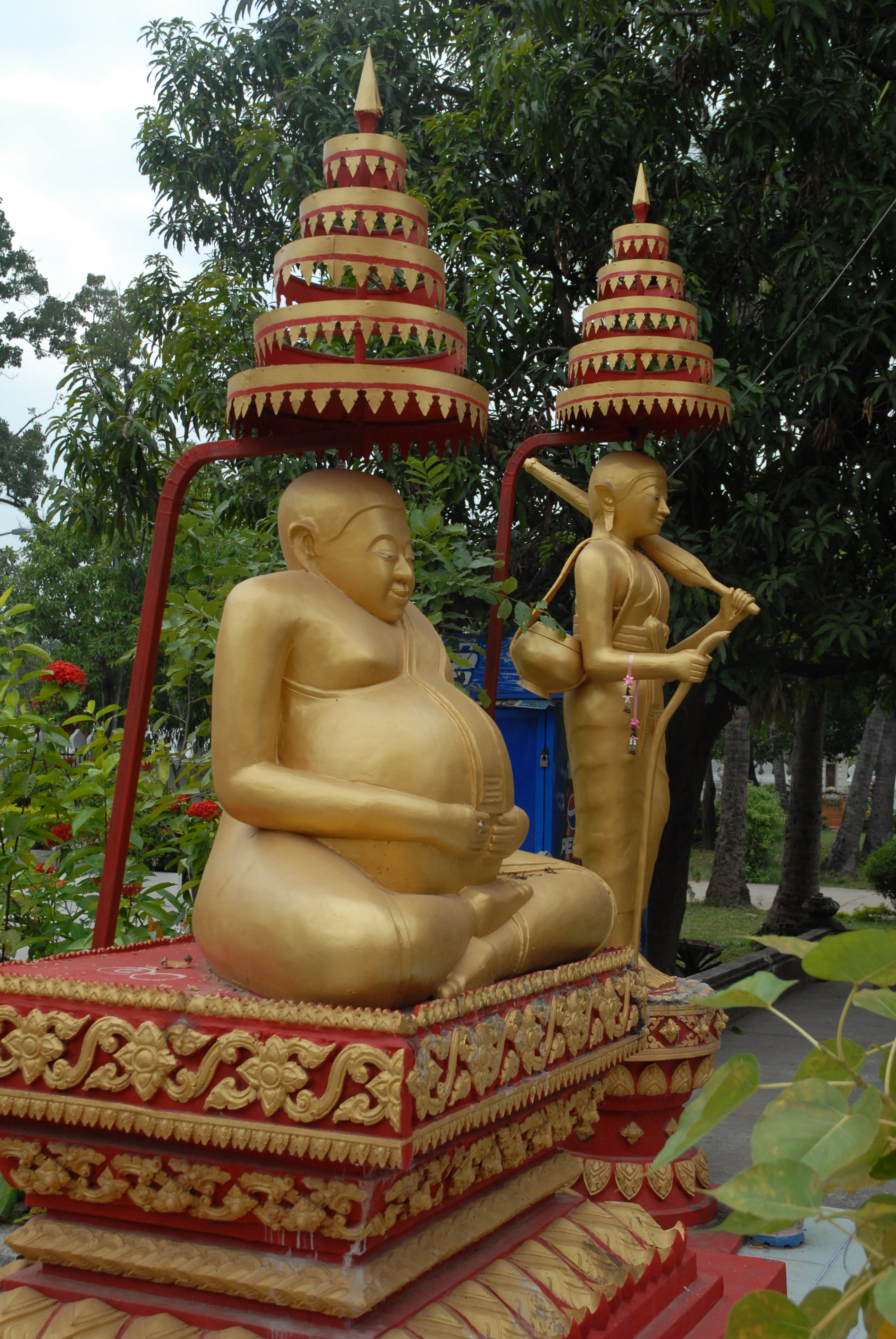
Bouddhas modernes dans l'enceinte du monastère
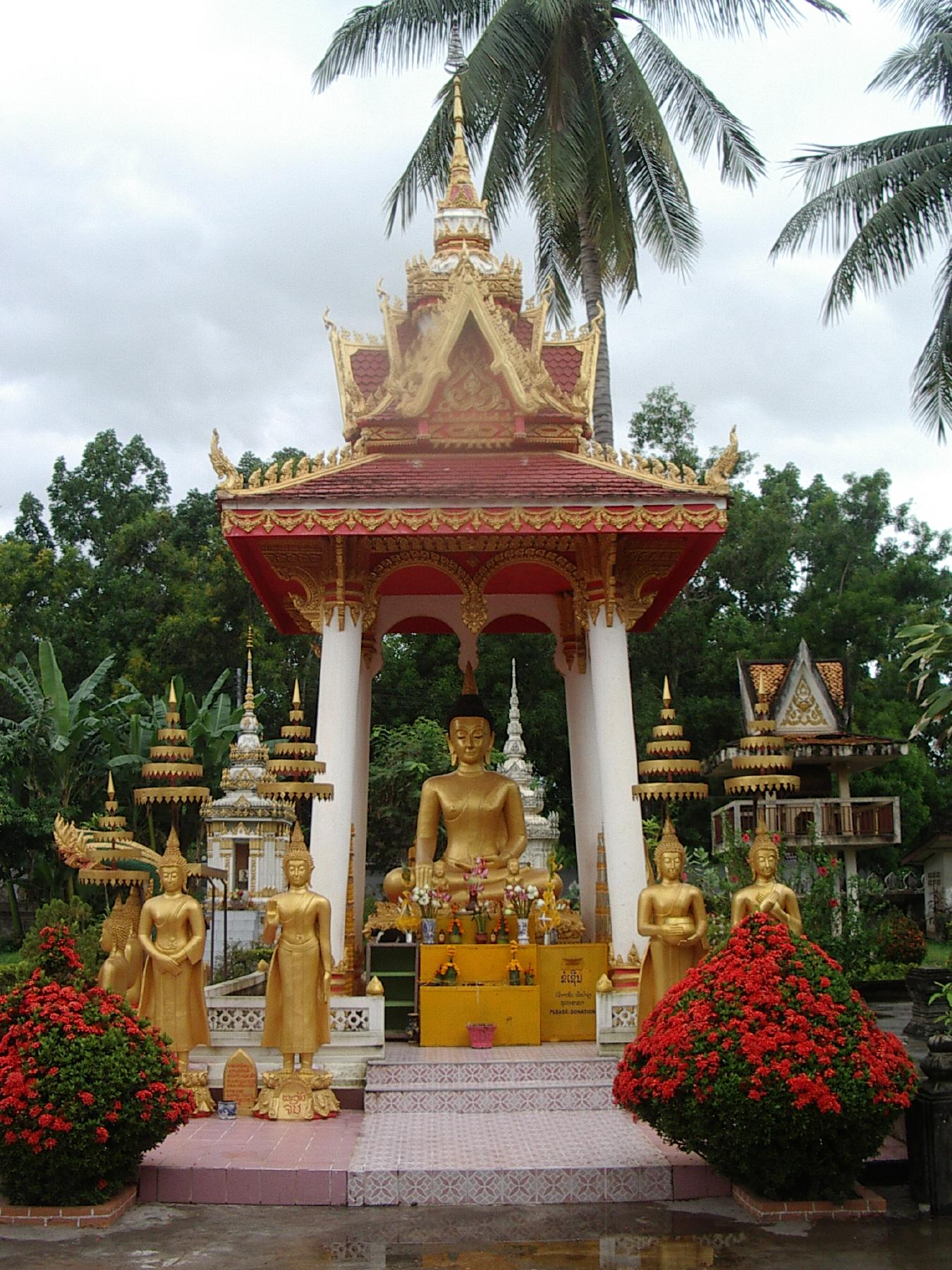
Bouddha dans l'enceinte du monastère
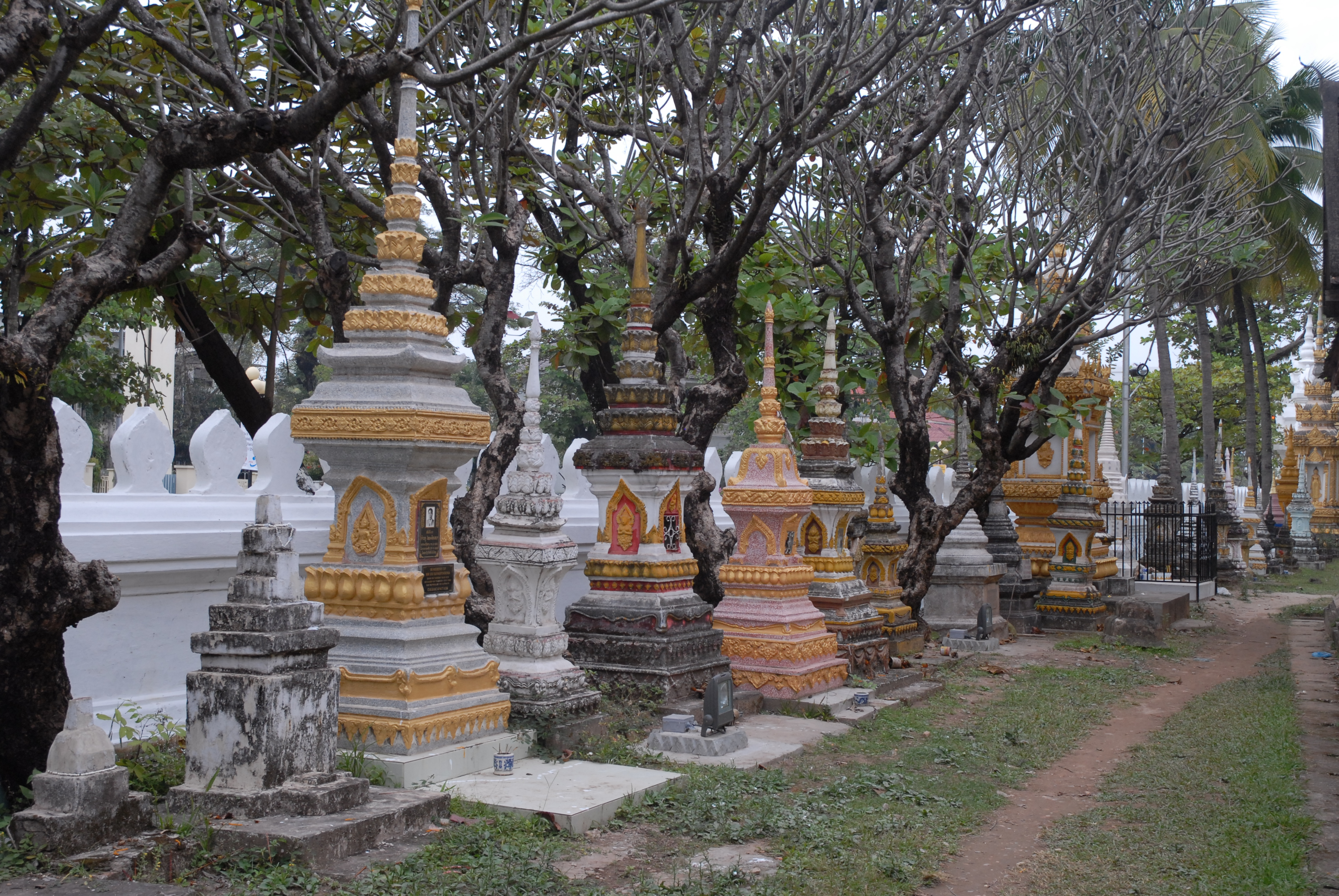
Stûpas (monuments funéraires) dans l'enceinte du monastère
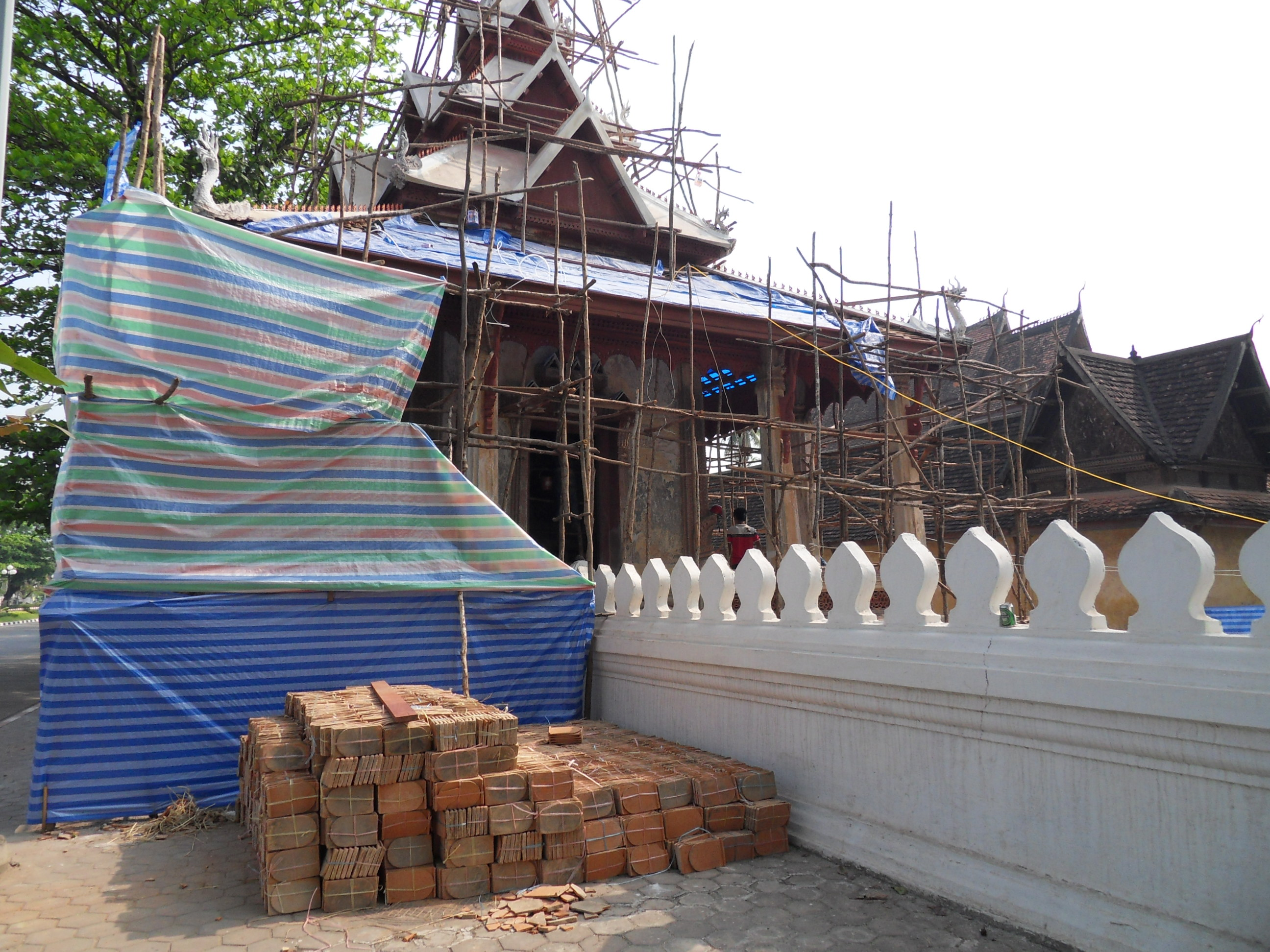
Restauration de la bibliothèque (février 2010)